# Caligus coryphaenae
Caligus coryphaenae är en kräftdjursart som beskrevs av Japetus Steenstrup och Christian Frederik Lütken 1861. Caligus coryphaenae ingår i släktet Caligus och familjen Caligidae. Arten har ej påträffats i Sverige. Inga underarter finns listade i Catalogue of Life.